# Oh Ye-jin
Oh Ye Jin (오예진?; Jeju, 10 maggio 2005) è una tiratrice a segno sudcoreana.
Il 28 luglio 2024 si laurea campionessa olimpico nella pistola da 10 metri aria compressa precedendo la connazionale Kim Ye-ji e stabilendo il nuovo record olimpico con un punteggio totale di 243.2.
Due giorni dopo, insieme a Lee Won-ho, chiude al quarto posto nella gara a squadre perdendo la finale per il bronzo contro la coppia indiana formata da Manu Bhaker e Sarabjot Singh.

## Palmarès
- Giochi olimpici

Parigi 2024: oro nella pistola da 10 metri aria compressa
- Campionati asiatici di tiro

Changwon 2023: oro nella pistola 10 metri ad aria compressa.
- Mondiali junior

Changwon 2023: argento nella pistola 10 metri ad aria compressa.